# نيكولاي تشاوتشيسكو
نيكولاي تشاوتشيسكو (بالرومانية: Nicolae Ceaușescu)‏ (ولد 26 يناير 1918  - 25 ديسمبر 1989) هو سياسي روماني راحل، وكان الأمين العام للحزب الشيوعي الروماني في الفترة من 1965 إلى 1989، وكان هو الزعيم الشيوعي الثاني والأخير في البلاد. وكان أيضا رئيس جمهورية رومانيا الاشتراكية من عام 1967 حتى محاكمته وإعدامه في 25 ديسمبر 1989.
ولد تشاوتشيسكو في عام 1918 في بلدة سكورنيسستي في مقاطعة أولتينيا، وكان عضوا في حركة الشباب الشيوعي الروماني، وارتقى في حكومة الزعيم الاشتراكي غورغي غورغيو ديج، ثم تولى قيادة الحزب الشيوعي الروماني كأمين عام بعد وفاة غورغيو ديج في عام 1965.
وبعد فترة وجيزة من سياسة الحكم المعتدلة نسبيا، أصبح تشاوتشيسكو أكثر وحشية وقمعية. وتذكر عنه بعض السجلات أن حكمه كان الأقسى بين الحكومات الستالينية في الكتلة السوفيتية. ووضع ضوابط على حرية الكلام ووسائل الإعلام والتي كانت صارمة جدا حتى بمعايير الاتحاد السوفييتي، ولم يبد أي تسامح مع المعارضة الداخلية. وكانت الشرطة السرية، واسمها سيكوريتات، إحدى أعنف وأقسى قوات الشرطة السرية في العالم. وفي عام 1982، أمر تشاوتشيسكو بتصدير الكثير من الإنتاج الزراعي والصناعي للبلاد، وذلك بهدف دفع الدين الخارجي الكبير. وأدى النقص الشديد الناتج في الغذاء والوقود والطاقة والأدوية وغيرها من الضروريات الأساسية إلى انخفاض مستويات المعيشة بشكل حاد وتفاقم الاضطرابات. وتميز حكم تشاوتشيسكو أيضا بتمجيده لصورته الشخصية، والنزعة القومية، وكما تدهورت علاقات رومانيا الخارجية حتى مع الاتحاد السوفيتي، وانتشرت المحسوبية في البلاد.
تظاهر المحتجون المناهضون للحكومة في تيميشوارا في ديسمبر 1989، واعتبر تشاوتشيسكو أن هذه المظاهرات تشكل تهديدا سياسيا وأمر القوات العسكرية بفتح النار على المتظاهرين في 17 ديسمبر، مما تسبب في وقوع العديد من القتلى والجرحى. وعندما اكتشف الشعب أن تشاوتشيسكو كان مسؤولا عن إطلاق النار انتشرت أعمال الشغب والاضطرابات المدنية في جميع أنحاء البلاد. وصلت المظاهرات إلى بوخارست، وأصبحت تعرف بالثورة الرومانية، وكانت الاضطرابات العنيفة الوحيدة ضد الحكومات الشيوعية في ثورات 1989. فر تشاوتشيسكو مع زوجته إلينا من العاصمة في طائرة هليكوبتر إلا أن القوات المسلحة ألقت القبض عليهما لاحقا. عقدت محكمة عسكرية خاصة وسريعة في 25 ديسمبر وتمت إدانتهم بتهمة الإبادة الجماعية وتخريب الاقتصاد الروماني في محاكمة شكلية استمرت لساعة واحدة تقريبا. تم إعدام تشاوتشيسكو وزوجته على الفور رميا بالرصاص.

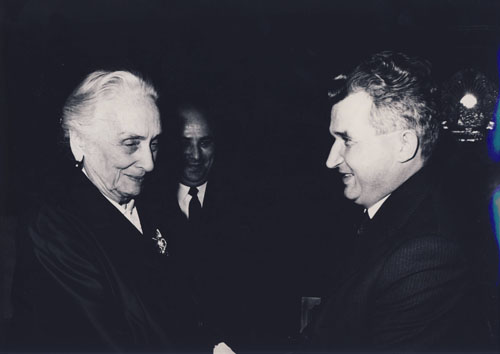
نيكولاي تشاوتشيسكو مع دولوريس إيباروري رئيس الحزب الشيوعي الإسباني أثناء زيارتها لرومانيا عام 1972.